# Michael Kruse

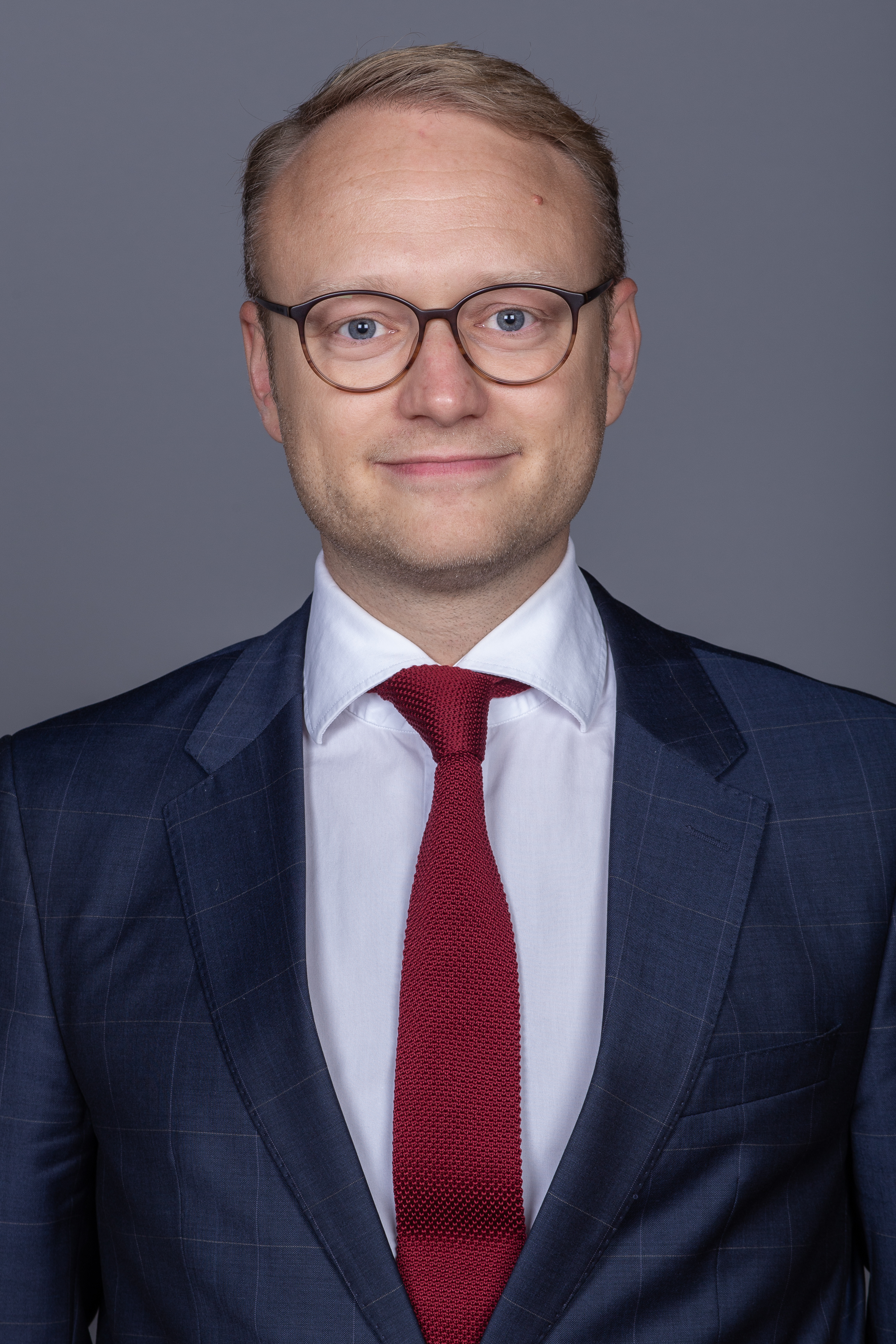
Michael Kruse (2018)

Michael Kruse (* 30. Dezember 1983 in Hamburg) ist ein deutscher Politiker (FDP). Von März 2015 bis März 2020 war Kruse Mitglied der Hamburgischen Bürgerschaft. Er war von April 2021 bis März 2023 Landesvorsitzender der FDP Hamburg und von 2021 bis 2025 Mitglied des 20. Deutschen Bundestags.

## Leben und Beruf
Kruse ist in Hamburg geboren und aufgewachsen. Er studierte nach dem Abitur auf dem Johannes-Brahms-Gymnasium in Hamburg-Bramfeld von 2003 bis 2008 Volkswirtschaftslehre an der Universität Hamburg und von 2005 bis 2006 der University of Liverpool. Nach seinem Abschluss als Diplom-Volkswirt arbeitete Kruse bis 2011 in Hamburg und Berlin als selbständiger Unternehmensberater. Dieser Tätigkeit geht er seit seiner Wahl in die Hamburgische Bürgerschaft im März 2015 wieder nach und ist seither zudem als kaufmännischer Geschäftsführer des Heidelberger Beratungsunternehmens Cogitars GmbH tätig. Kruse ist ledig und hat keine Kinder.

## Politik
Seit 2007 ist Kruse Mitglied der FDP. Von 2010 bis 2012 war er Mitglied im Bundesvorstand der Jungen Liberalen. Kruse war von 2011 bis 2015 Fraktionsgeschäftsführer der FDP-Fraktion in der Hamburgischen Bürgerschaft. Bei der Bürgerschaftswahl 2015 wurde Kruse auf Listenplatz 3 der Landesliste der FDP Hamburg in die Hamburgische Bürgerschaft gewählt. Sein Wahlkreis als Bürgerschaftsabgeordneter umfasst die Stadtteile Barmbek-Nord, Barmbek-Süd, Dulsberg, Hohenfelde und Uhlenhorst. Er gehörte als Parlamentarischer Geschäftsführer der FDP-Bürgerschaftsfraktion dem Fraktionsvorstand an und war wirtschaftspolitischer Sprecher der Fraktion. Seine Themen waren insbesondere die klassische Wirtschaftspolitik wie Hafen, Handwerk und Industrie sowie die Stärkung der Hamburger Gründerszene. Daneben war er für den Bereich der öffentlichen Unternehmen zuständig. Kruse war Mitglied in folgenden Ausschüssen: Ausschuss für Wirtschaft, Innovation und Medien, Ausschuss Öffentliche Unternehmen, Ausschuss für Umwelt und Energie, Gesundheitsausschuss, Datenschutzgremium und Europaausschuss. Zudem war er Mitglied des Ältestenrates der Bürgerschaft.
Nachdem die bisherige Fraktionsvorsitzende Katja Suding bei der Bundestagswahl 2017 in den Deutschen Bundestag gewählt worden war, wurde Kruse gemeinsam mit der bisherigen stellvertretenden Fraktionsvorsitzenden Anna-Elisabeth von Treuenfels-Frowein zum Vorsitzenden der Bürgerschaftsfraktion gewählt.
Bei der Bürgerschaftswahl 2020 kandidierte Kruse auf Platz 2 der Landesliste und scheiterte mit der FDP an der Fünfprozenthürde. Daraufhin löste sich die Hamburger FDP-Fraktion auf und Kruse schied aus der Bürgerschaft aus.
Am 24. April 2021 wurde er zum Spitzenkandidaten der FDP Hamburg für die Bundestagswahl 2021 gewählt. Am Tag darauf wurde er als Nachfolger von Katja Suding auch zum neuen Landesvorsitzenden der Elbliberalen gewählt. Er zog in den Bundestag ein. Dort  war Kruse ordentliches Mitglied im Verkehrsausschuss sowie im Ausschuss für Klimaschutz und Energie. Bei der Bundestagswahl 2025 kandidierte er nicht erneut.